# Jacques de Cahaignes
Pour les articles homonymes, voir Cahaignes.
Jacques de Cahaignes, né en 1548 à Caen où il est mort le 6 décembre 1617, est un médecin et professeur normand, élève et traducteur de Julien Le Paulmier de Grantemesnil.

## Biographie

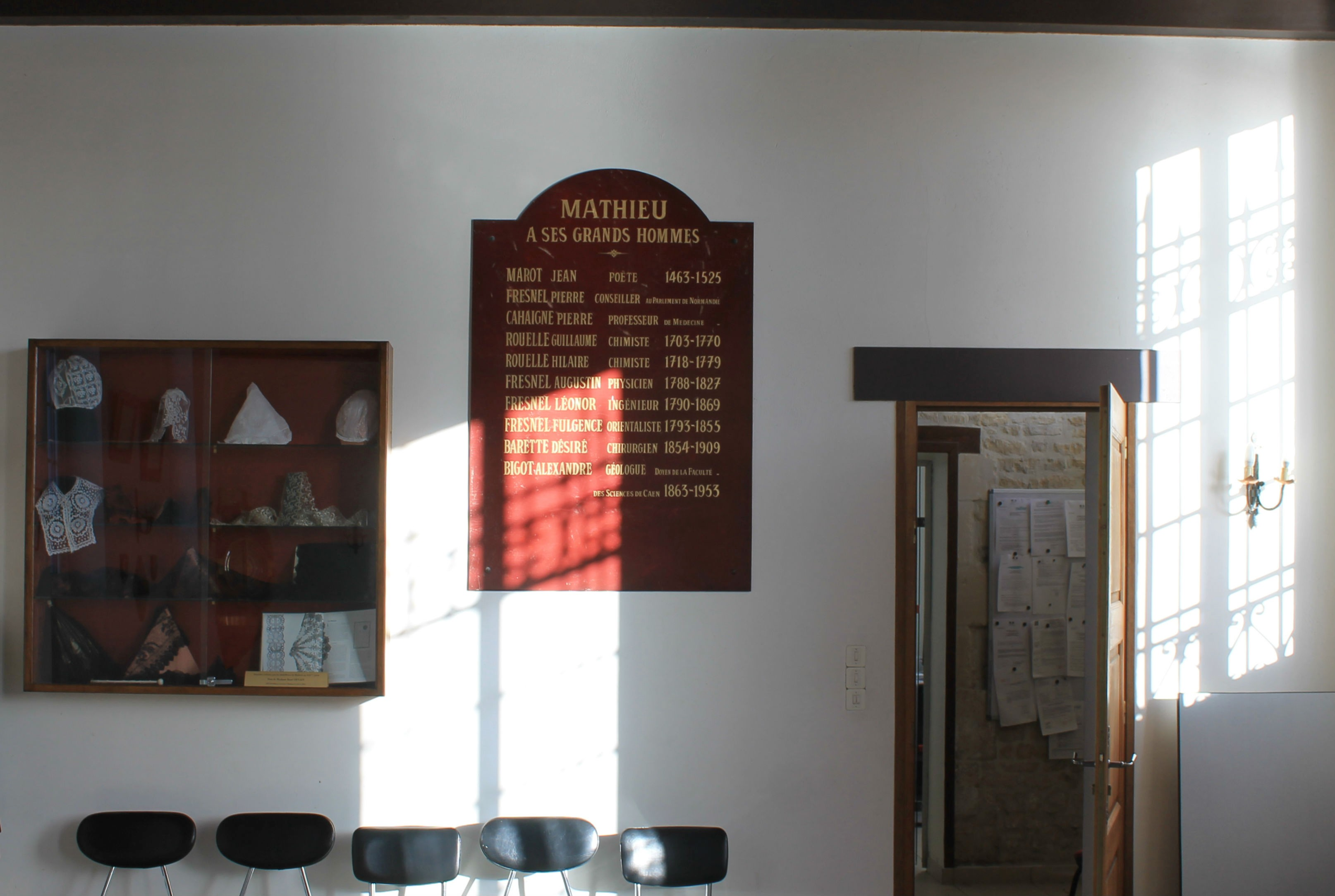
Le nom de son père Pierre Cahaignes sur la plaque mentionnant les grands hommes de Mathieu, dans la salle de réception de la mairie.

Il est le fils de Pierre de Cahaignes (mort le 13 septembre 1563), originaire de Mathieu, médecin et professeur de médecine réputé à Caen. il perdit son père en 1563, obtint une bourse pour étudier la médecine et alla faire sa philosophie à Paris.
La deuxième guerre de religion le ramena dans sa ville natale, où il fut reçu docteur en médecine en 1575. Nommé deux fois échevin, puis recteur de l’université de Caen à plusieurs reprises (1574-1575, 1609, 1612), dont il rédigea les statuts, il y devint, en 1583, Professeur du Roy en la Faculté de médecine.
Il était lié avec de nombreux savants, en particulier avec Joseph Scaliger. L’ouvrage de Julien Le Paulmier De vino et pomaceo (Traité du vin et du sidre) se termine sur quelques-unes de ses lettres, adressées en latin à divers médecins de Paris. Outre son Elogiorum civium Cadomensium centuria prima, des Discours, des Oraisons funèbres, deux brochures sur l’eau minérale d’Hébécrevon, on lui doit quelques ouvrages de médecine, parmi lesquels un Traité des fièvres et un autre des Affections de la tête.
Protestant, il est mort célibataire. Sa devise était Non est mortale quod opto (« ce que je désire n'est pas mortel »). Il portait de gueules à trois épées d’argent en pal, au chef d’argent, à 3 roses de gueules.

## Publications
- Traduction de L’Avare de Plaute en 1580. Réédition par la Société rouennaise de bibliophiles, 1889, publié d’après le manuscrit original, avec une introduction par A. Gasté.
- Traduction du latin de De vino et pomaceo de Le Paulmier en 1589.
- Traduction du latin du livre de Julien Le Paulmier sur la Peste, sous le titre de bref discours de la préservation de la peste, Caen, P. Le Chandelier 1580, petit in-8º de 29 pages.
- Oraison funèbre de Nicolas Michel, 1597 chez Jacques Le Bas.
- Discours de l’entrée du duc d'Épernon à Caen, le 14 mai 1588, 1588 ; réédition à Rouen, Léon Gy, 1903.
- Éloges des citoyens de la ville de Caen - Première centurie, 1609. Traduction d’un curieux. Réédition à Caen, Le Blanc-Hardel, 1880.Dans cet ouvrage, il relate l’origine et l’illustration des familles de sa ville natale, Caen.
- Jacq. Cahagnesii, professoris regii, de aqua fonte Hebe Crevonii proelectio. Cadomi. Bassus, 1612, in-8º.
- Censori proelectioni de aqua fontis Hebe Crevonii sub nomine Francisci Chicotii ementio, Jacobi Cahagnesii responsio, die Martis duodecima augusti. Cadomi, Jacq. Bassus, 1614, in-8º.
- Le Tombeau de Jean Rouxel, suivi de son oraison funèbre et précédé d’une introduction par R.-N. Sauvage, Rouen, Lainé, 1931.